# Fastball
Fastball je americká rocková hudební skupina, která vznikla v roce 1994 v texaském Austinu. Původně se kapela jmenovala Magneto U.S.A., jméno se změnilo až po podepsání smlouvy s Hollywood Records v roce 1996. Skupinu tvoří trojice Tony Scalzo (zpěv, basová kytara), Miles Zuniga (zpěv, kytara) a Joey Shuffield (bicí), kterou na turné často doprovází další hudebníci, například Cory Glaeser nebo Harmoni Kelley (na obrázku).
Kapela dodnes vydala pět studiových alb, ze kterých nejúspěšnější bylo druhé album s názvem All the Pain Money Can Buy z roku 1998. Album získalo platinové ocenění ve Spojených státech, přineslo tři úspěšné singly „The Way“, „Fire Escape“ a „Out of My Head“. V žebříčku Billboard 200 se nejvýše umístilo na 29. pozici a udrželo se zde po celý rok.

## Diskografie
- Make Your Mama Proud (1996)
- All the Pain Money Can Buy (1998)
- The Harsh Light of Day (2000)
- Keep Your Wig On (2004)
- Little White Lies (2009)

## Členové kapely

### Současní členové
- Tony Scalzo - zpěv, baskytara, klávesy, kytara
- Miles Zuniga - zpěv, kytara
- Joey Shuffield - bicí, perkuse

### Doprovodní hudebníci
- Harmoni Kelley - basová kytara
- Cory Glaeser - basová kytara, zpěv